# Deleornis fraseri
Deleornis fraseri là một loài chim trong họ Nectariniidae.